# ارتش پانزدهم (ورماخت)
لشکر پانزدهم ورماخت (به آلمانی:15. Armee) یکی از لشکرهای وابسته به ارتش آلمان نازی (ورماخت) در جنگ جهانی دوم بود.

## فرماندهان
- کورت هازه
- هاینریش فون فیتینگهوف
- هانس فون زالموت
- گوستاف آدولف فون تسانگن